# Jampil (Kramatorsk)
Jampil (ukrainisch Ямпіль; russisch Ямполь/Jampol) ist eine Siedlung städtischen Typs im Osten der Ukraine in der Oblast Donezk mit etwa 300 Einwohnern.

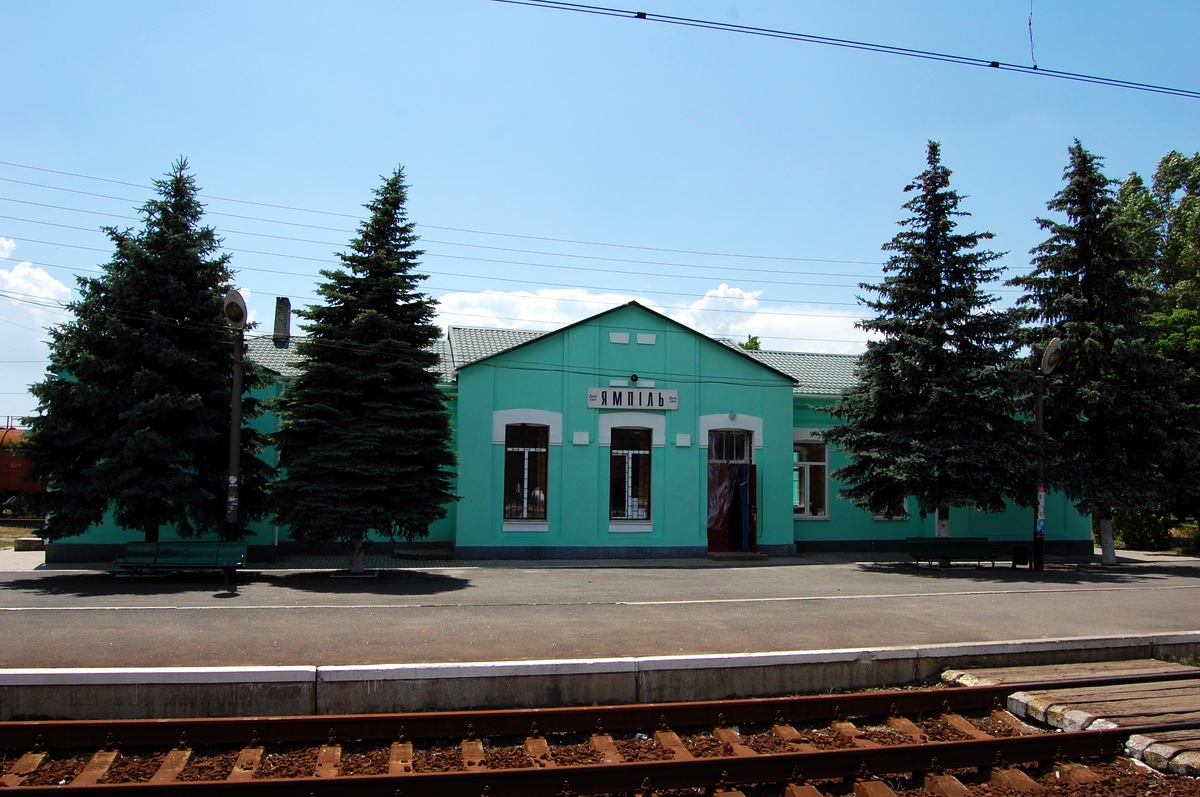
Eisenbahnstation im Ort

Die Siedlung befindet sich an einem Altarm des Siwerskyj Donez im Westen des ehemaligen Rajons Lyman, etwa 10 Kilometer östlich vom ehemaligen Rajonszentrum Lyman und 108 Kilometer nördlich vom Oblastzentrum Donezk entfernt. Zur gleichnamigen Siedlungsratsgemeinde zählt neben Jampil auch noch das Dorf Sakitne (Закітне). Nördlich des Ortes verläuft die Bahnstrecke Charkiw–Horliwka mit einem Bahnhof im Ort.

## Geschichte
Erstmalig namentlich genannt wurde Jampil im Jahr 1665. Aus historischen Aufzeichnungen geht hervor, dass das Land des heutigen Jampil zum Kloster Swjatohirsk gehörte, das unter dem Schutz der Siedlungen, Repin Yurt und Crestovskyi (Raihorodok) gegründet wurde. Diese Gebiete gerieten später unter die Kontrolle der Torsk- und Mayak-Kosaken.
Eine im Jahr 1703 durchgeführte Untersuchung zählte 117 Kosakenhöfe, die mit dem Izyum-Kosakenregiment in Jampil verbunden waren. In dieser Zeit wurden im Dorf eine Kapelle und ein Bethaus errichtet.
Im Jahr 1712 wurde Jampil als Außenposten für russische kaiserliche Dragoner ausgewiesen, die mit der Bewachung der Salinen von Torsk Bachmut beauftragt waren.
Im Jahr 1718 wurde das Dorf von einer verheerenden Pestepidemie heimgesucht. Die Einwohner, angeführt von Jampils Priester, baten die Mönche des Klosters Swjatohirsk um Hilfe. In den 1720er Jahren verursachten schwere Überschwemmungen durch den Donez erhebliche Schäden, was dazu führte, dass das Dorf auf ein höher gelegenes Gelände in der Nähe umsiedelte. Im Jahr 1729 wurde diese neue Siedlung als „Altes Dorf“ bezeichnet, da sie in der Nähe der Stelle lag, an der einst das Repin-Jurt-Kloster gestanden hatte.
Im Jahr 1729 wurde in Jampil eine Festung mit Pulverkeller und Kanonen errichtet. Während der Herrschaft Katharinas II. wurde diese Festung jedoch abgerissen. Als Kaiser Alexander I. 1801 den Thron bestieg, wurde die gesamte militärische Ausrüstung, einschließlich der Kanonen, aus Jampil entfernt.
Nach der Auflösung des Hetmanats und der Gründung des Gouvernements Charkow wurde Jampil Teil des Izyumsky Uyezd.
Das Dorf entging 1831 nur knapp einem Cholera-Ausbruch, bei dem nur fünf Menschen ums Leben kamen. Im Jahr 1833 führte jedoch eine erhebliche Missernte bei der Broternte zu einer Hungersnot unter den Bewohnern. In den Jahren 1847 und 1848 kam es erneut zu einer erneuten Cholera-Erkrankung, bei der 26 Menschen starben. Im Jahr 1848 wütete eine Rinderseuche in den örtlichen Bauernhöfen und 1849 sorgte Skorbut für fünf Todesfällen bei Nicht-Einheimischen.
Im Jahr 1938 wurde Jampil offiziell als städtische Siedlung eingestuft.
Russisch-Ukrainischer Krieg
Am 19. Juni 2014 sicherten die Streitkräfte der Ukraine Berichten zufolge die Siedlung vor russischen Separatistenkräften während des Krieges im Donbass (2014–2022).

Am 28. April 2022 wurde die Stadt von Russland im Rahmen der russischen Invasion in der Ukraine 2022 während der Schlacht am Donbass (2022) besetzt. Am 30. September wurde die Stadt vom 214. Separaten Schützenbataillon der Spezialeinsatzkräfte und der 103sten Territorialverteidigungs-Brigade der ukrainischen Streitkräfte zurückerobert. Auch nach der Befreiung erlitt die Stadt heftigen Beschuss durch die russischen Streitkräfte, offenbar blieb kein einziges Gebäude unbeschädigt. Dabei wurden mehrere Einwohner getötet und verletzt. Noch 2024 wurde die Stadt immer noch von den russischen Streitkräften beschossen.

## Demografie

### Einwohnerentwicklung
| Jahr | Einwohner | davon Männer | davon Frauen |
| ---- | --------- | ------------ | ------------ |
| 1750 | 855       | 450          | 405          |
| 1762 |           | 350          |              |
| 1790 | 2839      | 1364         | 1475         |
| 1810 | 3443      | 1710         | 1733         |
| 1830 | 2290      | 1090         | 1200         |
| 1850 | 2418      | 1170         | 1248         |
| 1970 | 3100      |              |              |
| 2001 | 2302      |              |              |

### Sprache
Verteilung der Bevölkerung nach Muttersprache gemäß der Ukrainischen Volkszählung 2001:
| Sprache                | Anzahl | Prozentsatz |
| ---------------------- | ------ | ----------- |
| Ukrainisch             | 2083   | 90,49 %     |
| Russisch               | 213    | 9,24 %      |
| Belarussisch           | 2      | 0,09 %      |
| Rumänisch              | 2      | 0,09 %      |
| andere/nicht angegeben | 2      | 0,09 %      |
| Gesamt                 | 2302   | 100 %       |

## Kultur

### Religion
Im Jahr 1704 wird erwähnt, dass es im Dorf eine Kapelle und ein Bethaus gab. Es ist nicht bekannt, ob es in der Turnip-Jurte (wohin das Dorf später verlegt wurde) eine Kirche gab, aber wie Philaret Gumilevsky feststellte, gab es dort höchstwahrscheinlich eine Kapelle.
Im Jahr 1718 hatte das Dorf bereits einen eigenen Pfarrer.
Mit der Verordnung von 1724 wurde der Bau der Mykolajiw-Kirche in Jampil gestattet. Es ist nicht bekannt, ob es vorher eine Kirche im Dorf gab oder ob die Gemeindemitglieder sich mit einer Kapelle mit einem Priester begnügten.
Im Jahr 1725 hatte Jampil bereits eine eigene Mykolajiw-Kirche, deren Priester auf Wunsch der Gemeindemitglieder Athanasius Pawlow geweiht wurde (im Jahr 1744 wechselte er in das Kloster Khotmyzhsk).
Im Jahr 1731 wurde es auf Antrag von sotnik Stepan Gukovsky zusammen mit dem Vorarbeiter und Priester Athanasius Pavlov erlaubt, die polnische Mykolajiw-Kirche an einen neuen Ort im „Alten Dorf“ zu verlegen.
Unter den Dragonern, die aus dem ganzen Reich nach Jampol gebracht wurden (Filaret nennt sie ein „Gesindel“), breitete sich die Altgläubige|Spaltung aus. Zu diesem Zweck wurde ab dem 11. August 1732 ein kaiserliches Dekret erlassen, das die Suche nach Schismatikern und die Anklageerhebung gegen ihre Versteckten vorsah. Als Antwort darauf antwortete Priester Athanasius am 17. Februar 1733, dass es im Dorf 13 schismatische Familien gebe. Das Konsistorium verlangte, dass Schismatiker zur Untersuchung herangezogen werden. Das Schisma blieb bestehen, aber bereits 1858 gab es in Jampil keine Schismatiker mehr.
Im Jahr 1733 erließ Erzbischof Dosyfey Bohdanovich-Lyubynskyi ein Antimins, an die St.-Nikolaus-Kirche in Jampil.
Ab 1745 wurde Yakiv Luchynskyi Priester.
Im Jahr 1798 wurde eine neue Kirche gebaut, um die alte zu ersetzen. Die Ikonostase und andere Dinge stammten aus dem vorherigen Tempel.
Jampil gehörte zur Diözese Charkiw und war Teil des vierten Bezirks Izyumsky Uyezd.
Im Jahr 1871 wurde die Holzkirche St. Nikolaus renoviert.